# Juliano Máquina
Juliano Máquina (ur. 18 sierpnia 1993) – mozambicki bokser, uczestnik igrzysk olimpijskich w Londynie.

## Kariera amatorska
W 2011 r. reprezentował swój kraj na igrzyskach afrykańskich, które odbywały się w jego ojczyźnie - Maputo. Máquina odpadł w ćwierćfinale, ulegając w walce o brązowy medal Thomasowi Essombie.
W 2012 r. w afrykańskich kwalifikacjach do igrzysk olimpijskich w Londynie, Máquina zajął 4. miejsce, co pozwoliło mu na udział w turnieju. Niestety podczas zawodów, Máquina odpadł już w 1. rundzie, przegrywając z Bułgarem Aleksandyrem Aleksandrowem.

## Walki olimpijskie 2012 -Londyn
1. (1. runda) Przegrał z   Aleksandyrem Aleksandrowem (7-22)